# 鉢卷

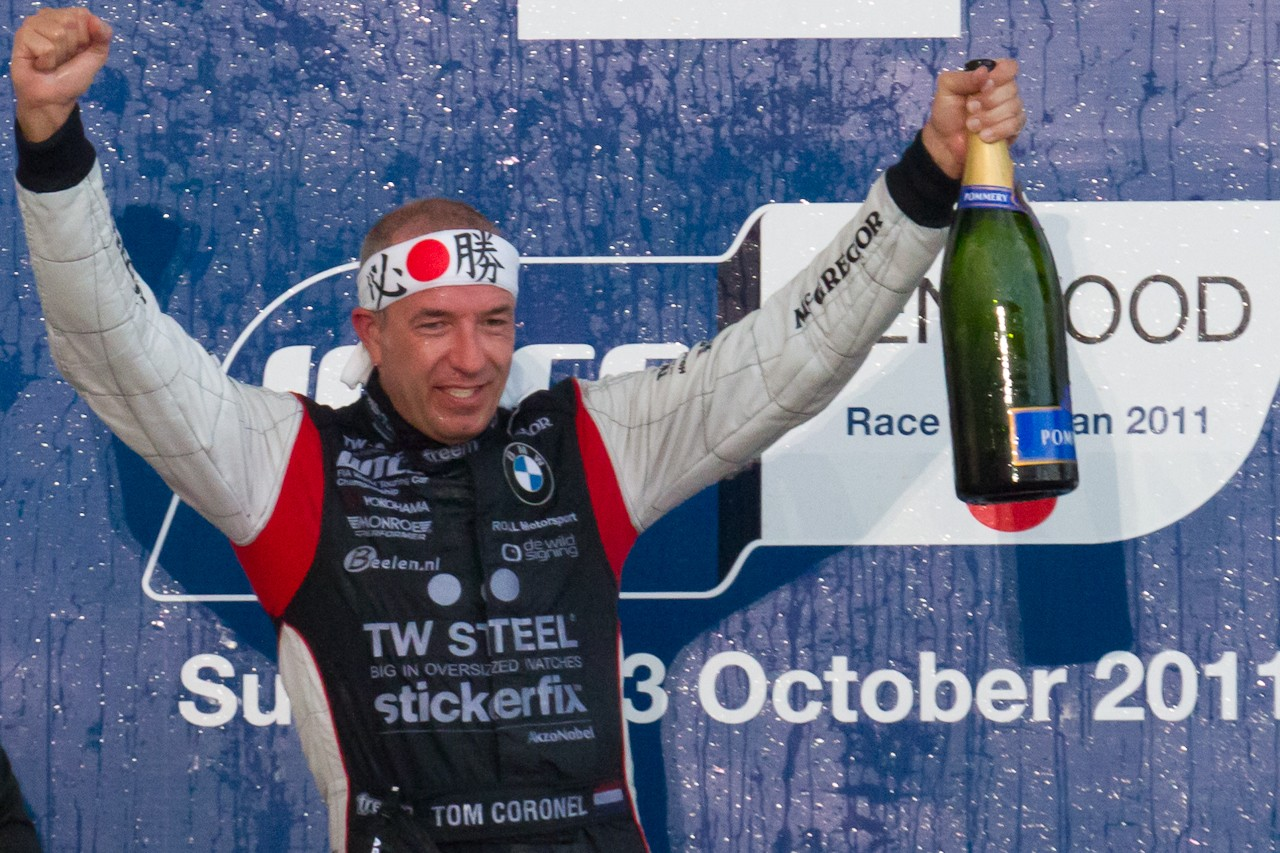
荷蘭賽車選手Tom Coronel在日本比賽時，在頭上圍了有「必勝」二字的鉢卷。

鉢卷（日语：／ Hachimaki），又稱一字巾，是和服一種頭帶，圍在頭上作束髮之用。也是一些祭祀儀式中所用的頭巾。

## 現代日本文化中的一字巾
鉢卷在日本文化中是一种程式化的头带，通常是由白布或者红布制成的。其尺寸是有标准的：120 cm×5 cm。鉢卷上一般都印有一些口号或标语，但最典型的图案是旭日朝阳，佩戴鉢卷象征着佩戴者拥有的毅力和决心。鉢卷的佩戴场合有分娩中的妇女、补习学校的学生等。